# Караван-сарай Рашид
Караван-сарай Рашид — памятник культурного наследия, расположенный в историческом центре Бухары (Узбекистан). Включен в национальный перечень объектов недвижимого имущества материального и культурного наследия Узбекистана — находится под охраной государства.
До Бухарской революции 1920 года в нём занимались оптовой торговлей чаем и мануфактурой. После ремонта в 2020 году функционирует как гостиница.